# 王尔鉴

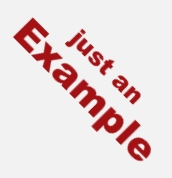
说明1

王尔鉴（1703年？—1766年？），字在兹，号熊峰，河南卢氏人。清四川省地方官员，有政声；通文史，以主编今存最早重庆主城地区方志《巴县志》著称。

## 生平
雍正八年（1730年）进士。初任山东济宁州知州，乾隆十六年，调巴县知县。公余闲暇征文考献，始创修县志。乾隆十八年罢官，二十年复任，乃再续前文，于乾隆二十五年终成《巴县志》全十七卷。并有大量诗文，尤以描述“巴渝十二景”脍炙人口、影响至今。卒夔州知府任。

## 著作
- 《友于堂四书文稿》二卷
- 《东诗草》八卷
- 《巴蜀诗草》二十卷
- 《棣萼吟》一卷
- 《古文》一卷
- 《尺牍》数卷
- 主编《巴县志》十七卷
- 主编《黔江县志》四卷